# Fireflies in the Garden
Fireflies in the Garden (titulada Luciérnagas en el Jardín o Retrato de Familia en México) es una película de 2008 del género melodrama familiar que narra los tormentos y los traumas que acompañarán durante su vida de adulto a un niño al que su padre agredía y humillaba, y el reencuentro con esos fantasmas del pasado cuando la familia se reúne en el entierro de la madre. Fue dirigida y escrita por Dennis Lee. La producción está formada por Marco Weber, Vanessa Coifman y Sukee Chew, y la cinematografía por Daniel Moder.
La película ha tenido al compositor español Javier Navarrete, compuso también con el apoyo de la británica Jane Antonia Cornish y la Banda Sonora Original. Crearon algunas composiciones que aparecen en la película como: Lisa o Blinking Fireflies.

## Reparto
- Julia Roberts como Lisa Taylor.
- Ryan Reynolds como Michael Taylor.
- Willem Dafoe como Charles Taylor.
- Emily Watson como Jane Lawrence.
- Carrie-Anne Moss como Kelly Hanson.
- Shannon Lucio como Ryne Taylor.
- Hayden Panettiere como la joven Jane Lawrence.
- Cayden Boyd como el joven Michael Taylor.
- Ioan Gruffudd como Addison.
- Chase Ellison como Christopher.
- Brooklynn Proulx como Leslie.
- George Newbern como Jimmy.